# Eccellenza Basilicata
La Eccellenza Basilicata es una de las divisiones regionales que conforman la Eccellenza, la quinta división nacional, en la cual participan los equipos de la región de Basilicata.
Participan 16 equipos donde el campeón logra el ascenso a la Serie D, aunque el segundo lugar puede optar por el ascenso en un playoff, mientras que el que desciende juega en la Promozione.

## Ediciones anteriores
- 1991–92: Vultur Rionero
- 1992–93: Melfi
- 1993–94: Invicta Potenza
- 1994–95: Melfi
- 1995–96: Sporting Villa D'Agri
- 1996–97: Lagonegro
- 1997–98: Policoro
- 1998–99: Ferrandina
- 1999–2000: Materasassi
- 2000–01: Pisticci
- 2001–02: ASC Potenza
- 2002–03: Bernalda
- 2003–04: Lavello
- 2004–05: Francavilla sul Sinni
- 2005–06: Sporting Genzano
- 2006–07: Horatiana Venosa
- 2007–08: Sporting Genzano
- 2008–09: Pisticci
- 2009–10: Fortis Murgia
- 2010–11: Angelo Cristofaro
- 2011–12: Atletico Potenza
- 2012–13: Real Metapontino
- 2013–14: Rossoblu Potenza
- 2014–15: AZ Picerno
- 2015–16: Vultur Rionero
- 2016–17: Real Metapontino
- 2017–18: Rotonda
- 2018–19: Grumentum Val d'Agri
- 2019-20: Lavello
- 2020–21   No hubo
- 2021-22: Matera
- 2022-23: Rotonda